# Карл Ульфссон
Карл Ульфссон (швед. Karl Ulfsson; невідомо — 1251), також відомий як Юнкер Карл — середньовічний шведський шляхтич, син ярла Ульфа Фасе, і згадується у «Хроніці Еріка» як юнкер Карл. Він був одним з фолькунґів і, таким чином, протистояв ярлу Бірґеру, хоча не брав участі в битві при Герревадсбру. Карл Ульфссон заповів кілька ферм у Швеції Тевтонському ордену.
Кажуть, що Карл пішов у добровільне вигнання через його погані стосунки з ярлом Бірґером і став членом Тевтонського ордену в Лівонії. Ймовірно, він загинув неодруженим у битві біля озера Дурбе в Курляндії 13 липня 1260 року.